# Home-Keeping Hearts
Home-Keeping Hearts er en amerikansk stumfilm fra 1921 af Carlyle Ellis.

## Medvirkende
- Thomas H. Swinton som Robert Colton
- Mary Ryan som Mary Colton
- Louella Carr som Laurel Stewart
- Edward Grace som Squire Teal
- Henry West som Timothy Reece